# Stawiszyce
Stawiszyce – wieś w Polsce położona w województwie świętokrzyskim, w powiecie pińczowskim, w gminie Złota.
| SIMC    | Nazwa            | Rodzaj    |
| ------- | ---------------- | --------- |
| 0280608 | Nowe Stawiszyce  | część wsi |
| 0280614 | Stare Stawiszyce | część wsi |

W latach 1975–1998 miejscowość administracyjnie należała do województwa kieleckiego.